# Miljan Miljanić
Miljan Miljanić (en serbio: Миљан Миљанић; Bitola, Vardar Banovina, Reino de Yugoslavia, 4 de mayo de 1930-Belgrado, Serbia, 13 de enero de 2012) fue un futbolista y entrenador de fútbol yugoslavo. Jugaba como defensa. Fue presidente de la Asociación de Fútbol de Yugoslavia entre 1981 y 2001. En los años 1970, dirigió al Real Madrid de España con el que conquistó tres títulos nacionales.

## Vida
Nacido en una familia originaria del clan Banjani, procedente de la ciudad montenegrina de Nikšić, pasó los primeros años de su vida en lo que más tarde se convertiría en la República Socialista de Macedonia dentro de la República Federal Socialista de Yugoslavia y el final de su vida en la actualmente conocida como Macedonia del Norte. Falleció el 13 de enero de 2012 en Belgrado.
Miljanic estaba casado con Olivera Reljic con quien tuvo dos hijos: Milos Miljanic, exfutbolista y entrenador de Alianza Fútbol Club (El Salvador), y Zorka.

## Trayectoria
Fue entrenador del Estrella Roja de Belgrado, donde había sido jugador, del Real Madrid CF, Valencia CF, y la Selección de Yugoslavia, en los mundiales de 1974 y 1982.
Fue presidente de la Asociación de Fútbol de Yugoslavia hasta 2001. Su influencia en el fútbol yugoslavo es muy importante, al igual que toda una generación de entrenadores como Ciro Blazevic, Ivica Osim o Veselinović Toza.

## Palmarés como entrenador
| Título                | Club                      | País       | Año     |
| --------------------- | ------------------------- | ---------- | ------- |
| Liga                  | Estrella Roja de Belgrado | Yugoslavia | 1967/68 |
| Copa                  | Estrella Roja de Belgrado | Yugoslavia | 1967/68 |
| Copa Mitropa          | Estrella Roja de Belgrado | Yugoslavia | 1968    |
| Liga                  | Estrella Roja de Belgrado | Yugoslavia | 1968/69 |
| Liga                  | Estrella Roja de Belgrado | Yugoslavia | 1969/70 |
| Copa                  | Estrella Roja de Belgrado | Yugoslavia | 1969/70 |
| Copa                  | Estrella Roja de Belgrado | Yugoslavia | 1970/71 |
| Liga                  | Estrella Roja de Belgrado | Yugoslavia | 1972/73 |
| Liga                  | Real Madrid CF            | España     | 1974/75 |
| Copa del Generalísimo | Real Madrid CF            | España     | 1974/75 |
| Liga                  | Real Madrid CF            | España     | 1975/76 |